# نیکولت شی
نیکولت شی (انگلیسی: Nicolette Shea) ؛ (زادهٔ ۱۸ نوامبر ۱۹۸۶ در ساکرامنتو ,کالیفرنیا) بازیگر پورنوگرافی، مدل شهوانی و رقصنده اهل آمریکا است.

## زندگی و شغل
نیکولت شی در سال ۱۹۸۶ در ساکرامنتو، ایالت کالیفرنیا متولد شد. او ابتدا با فعالیت به عنوان مدل برهنه حرفهٔ خود را آغاز کرد و چندین بار در پلی‌بوی و سایر مجلات مشابه ظاهر شد. او همچنین به عنوان رقاص برهنه شروع به کار کرد، حرفه‌ای که به خاطر آن به سراسر ایالات متحده مسافرت می‌کرد و در کلوپ‌های آن به اجرای برنامه می‌پرداخت.
سپس شی در سریال Pretty in Pink Vol. 2 که از کانال تلویزیونی پلی‌بوی پخش می‌شد به ایفای نقش پرداخت و به مرور در سال ۲۰۱۷ وارد صنعت پورنو شد.
در ابتدا وی صحنه ای را در فیلم Flixxx: Angela و Nicolette Get Wet از استودیوی دیجیتال پلی‌گراوند ضبط کرد. بعداً در همان سال، او با ستاره معروف پورنو کیران لی در یکی از فیلم‌های کمپانی برزرز به نام Do not Bring Your Sister Around Me به ایفای نقش پرداخت.
در سال ۲۰۱۹ او دو بار نامزد دریافت جوایز AVN و XBIZ برای بهترین بازیگر زن جدید شد.